# Hernando de Escalante Fontaneda
Hernando de Escalante Fontaneda (1536 circa – dopo il 1575) fu un sopravvissuto al naufragio di una nave spagnola e visse da prigioniero tra i nativi americani della Florida per 17 anni. Le sue memorie, scritte nel 1575, sono uno dei più importanti resoconti contemporanei della vita degli indiani statunitensi di quel periodo.

## Biografia
Attorno al 1549, quando Fontaneda aveva tredici anni, lui ed il fratello stavano navigando verso la Spagna, quando la loro nave naufragò lungo le coste della Florida, probabilmente a causa di un uragano. L'equipaggio ed i passeggeri furono salvati dai Calusa, i quali, però, li schiavizzarono ed alla fine li sacrificarono tutti, tranne Fontaneda. La leggenda narra che il ragazzo si sia salvato interpretando correttamente i loro ordini di cantare e danzare per loro.

Fontaneda trascorse i successivi 17 anni vivendo tra i Calusa e le altre tribù, imparando numerose lingue e viaggiando per tutta la Florida. Attorno al 1566 Fontaneda fu liberato da Pedro Menéndez de Avilés, primo governatore spagnolo della Florida e fondatore di Saint Augustine, il quale barattò la sua libertà con un altro prigioniero.

Una storia alternativa vedrebbe Fontaneda salvato dagli Ugonotti di Fort Caroline nel 1565 e riunito agli spagnoli quando questi conquistarono l'avamposto. Fontaneda funse da interprete e guida per Menéndez in numerose missioni durante gli anni seguenti e tornò in Spagna nel 1569 per reclamare le proprietà dei genitori dalla corona. Nel 1575 scrisse le sue memorie, giudicate veritiere dagli storici del tempo, quali Antonio de Herrera y Tordesillas, ed anche oggi sono ritenute credibili.

Fontaneda produsse la prima citazione scritta della città di Tampa. Elencò 22 importanti villaggi dei Calusa, il primo dei quali era "Tanpa". Non fornì dettagli sull'esatta posizione di Tanpa, ma la connessione con l'odierna Tampa (nota per avere origini indiane) è considerata valida.